# Инаугурация Честера Артура
Инаугурация Честера Алана Артура в качестве 21-го Президента США состоялась 20 сентября 1881 года, после смерти 20-го президента Джеймса Гарфилда накануне вечером. Президентскую присягу проводил судья Верховного суда Нью-Йорка Джон Брэйди, повторно — Председатель Верховного суда США Моррисон Уэйт.
Данная инаугурация – четвёртая незапланированная, чрезвычайная инаугурация в истории инаугураций президента США.

## Предыстория
2 июля 1881 года на президента Гарфилда было совершено покушение, в ходе чего Шарль Гито дважды выстрелил ему в спину почти в упор из револьвера «Бульдог». Несмотря на то, что пуля не повредила жизненно важных органов, врачи проявили непрофессионализм при операции и вызвали сильное гнойное воспаление — они так и не смогли извлечь пулю и занесли в организм инфекцию, от которой Гарфилд умер 19 сентября 1881 года. Среди четырёх убитых президентов США Гарфилд прожил наибольший промежуток времени между покушением и смертью.
Вице-президент Артур был осторожен; он знал, что было множество людей, которые думали, что он имеет какое-то отношение к покушению на президента, и не хотели иметь ничего общего с преемственностью, пока это действительно не было необходимо; фактически, он ушёл в уединение, в основном ограничившись своим домом в Нью-Йорке и избегая публичных выступлений. Таким образом, в течение двух месяцев и 18 дней страна дрейфовала без лидеров, цепляясь за каждую детальную информацию о здоровье Гарфилда, не обращая особого внимания на дела правительства.

## Церемония
Артур был дома около полуночи в ночь на 19 сентября 1881 года с комиссаром полиции Стивеном Б. Френчем, окружным прокурором Дэниелом Роллинзом и прокурором Элиу Рутом, когда он узнал в телеграмме от членов кабинета Гарфилда, что президент Гарфилд умер. Члены кабинета телеграфировали президенту Артуру свой совет, что он должен «незамедлительно принести присягу в качестве президента Соединённых Штатов».
Когда Артур и его гости отправили гонцов, чтобы найти судью, который мог бы принести президентскую присягу, была полночь. Первым юристом, которого удалось найти 20 сентября, был судья Верховного суда Нью-Йорка Джон Брэйди. Около 2 часов ночи Брэйди принёс присягу Артуру в частной квартире Артура на Лексингтон-авеню в Нью-Йорке. Вскоре, спустя два дня, после приезда в Вашингтон Артур повторно принял президентскую присягу, которую проводил главный судья Моррисон Уэйт. На повторной инаугурации также присутствовали бывшие президенты Улисс Грант и Ратерфорд Хейс.